# Bolsa de Comercio de Buenos Aires

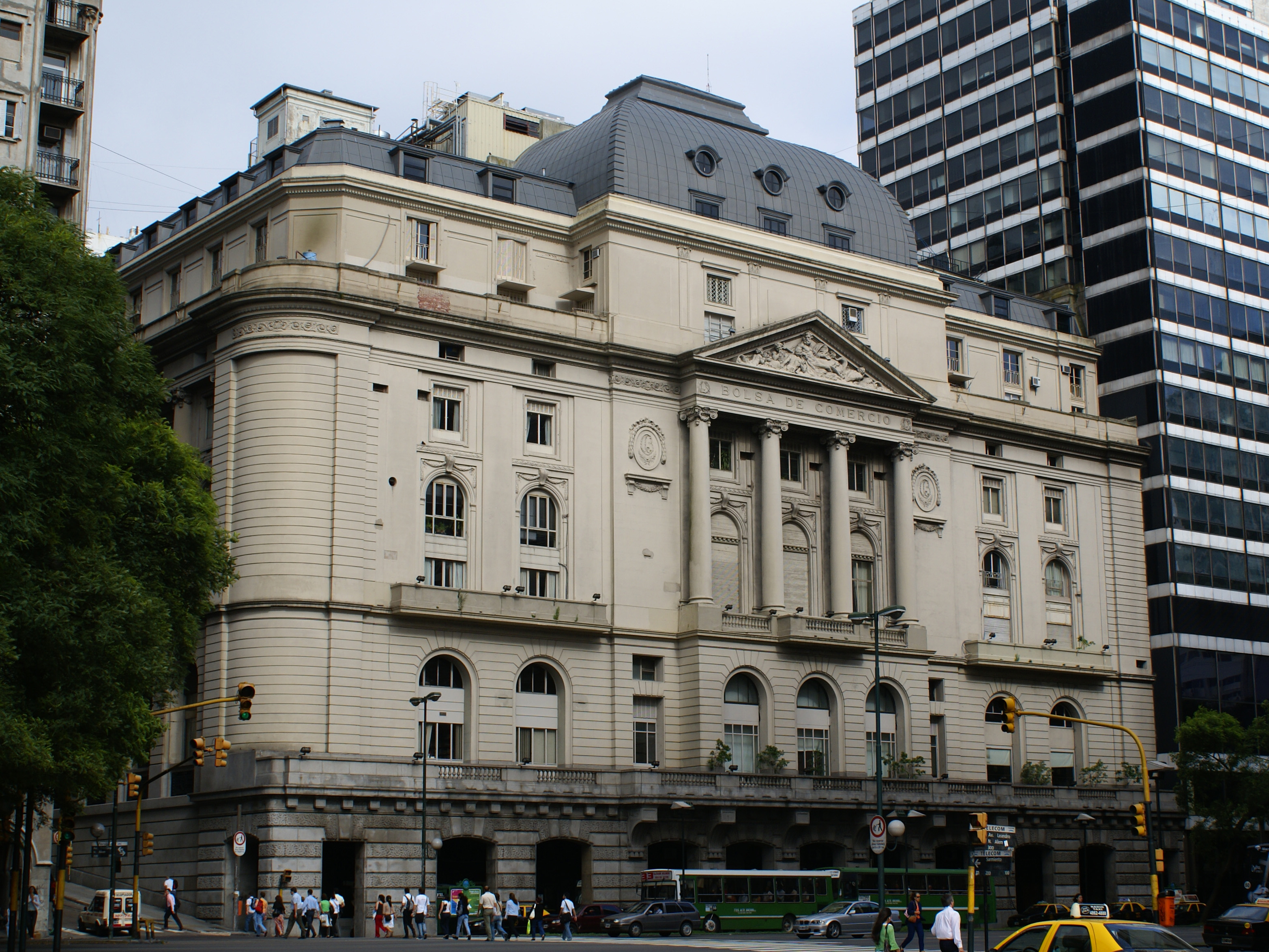
Het beursgebouw in Buenos Aires

De Bolsa de Comercio de Buenos Aires, afkorting BCBA, (Engels: Buenos Aires Stock Exchange) is de belangrijkste effectenbeurs van Argentinië. De beurs werd op 10 juni 1854 opgericht.
De beurs is de belangrijkste marktplaats voor de handel in effecten. De handel in Argentijnse staatobligaties is veruit de belangrijkste activiteit en de handel in aandelen volgt pas op grote afstand. In 2013 was het totale handelsvolume op de beurs 1526 miljard Argentijnse peso (ARS) waarvan 70% staatsobligaties. Per 30 december 2013 was de totale marktkapitalisatie van de beursgenoteerde aandelen 3.400 miljard ARS of 515 miljard Amerikaanse dollar.
De belangrijkste aandelenindex van de beurs is de MERVAL.

## Overige effectenbeurzen
In Argentinië zijn nog twee andere effectenbeurzen:
- Mercado a Término Rosario, dit is een goederenbeurs gevestigd sinds 1901 als de "Mercado General de Productos Nacionales del Rosario de Santa Fe S.A." te Rosario. Hier werden aanvankelijk landbouwgoederen verhandeld, maar tegenwoordig is het ook een centrum voor de handel in futures en opties.
- Mercade Abierto Electrónico is een elektronische beurs actief sinds 1988. Hier worden waardepapieren verhandeld en buitenlandse valuta.